# Gravador de rolo

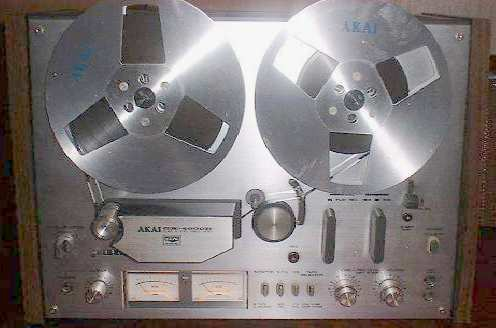
Exemplo de um gravador de rolo

O gravador de rolo, gravador de bobina, ou open reel (carretel aberto) é um aparelho de som para gravação e reprodução de sinais de áudio em fitas magnéticas de rolo, onde a fita é enrolada em carretéis metálicos ou de plástico. Geralmente necessita de uma etapa de amplificação, mas existem modelos dotados de caixas acústicas internas, e amplificador integrado.
Os primeiros aparelhos surgiram no final da década de 1920. Os tamanhos das bobines são variáveis, sendo as mais usadas as de 15 ou 17 cm de diâmetro. Existiram gravadores conjugados, com cassete e cartuchos de 8 pistas, como por exemplo o modelo Akai X2000SD, capaz de gravar e reproduzir cassetes, cartuchos de 8 pistas e rolo.
Existem gravadores de alta fidelidade que usam duas e três cabeças. No modelo de duas cabeças, temos a cabeça de apagamento e a de gravação conjugada com a de reprodução. Nesses modelos, não é possivel a monitoração em tempo real do sinal gravado.
O gravador de rolo de três cabeças possui três cabeças separadas para gravação, reprodução e apagamento, que permitem a monitoração da fita simultaneamente à gravação.